# Мінерагенія Північної Америки
Мінераге́нія Півні́чної Аме́рики
На території Північної Америки виділяють чотири епохи формування родовищ корисних копалин: архейську, протерозойську, палеозойську і мезозойсько-кайнозойську.
У блоках порід архейської епохи і Канадського щита розрізнюють глибокометаморфізовані рудні родовища базальтоїдної і гранітоїдної груп. До базальтоїдної групи належать утворення зеленокам'яних поясів з численними гідротермальними золоторудними родовищ типу Порк'юпайн, К'йркленд-Лейк і інші, колчеданними родовищами типу Флін-Флон, а також залізистими кварцитами Абітібі. До гранітоїдної групи відносять давні рідкіснометалічні і мусковітові метаморфогенні пегматити, відомі серед куполів сірих гранітів.
З формаціями протерозойської епохи Канадського щита пов'язані родовища руд чорних, кольорових, благородних, рідкісних і радіоактивних металів. Великі родовища залізистих кварцитів зосереджені в районі озеро Верхнє. Серед родовищ руд кольорових металів Канади виділяються магматичними родовищами сульфідних мідно-нікелевих руд Садбері, поклади колчеданно-поліметалічних руд Саллівана, а також дуже рідкісні в природі родовищ самородної міді півострова Ківіно. Родовища благородних металів представлені високотемпературними гідротермальними кварцово-золотими жилами, золоторудними «чорними сланцями» типу Гомстейк і гідротермальними кобальт-срібними родовищами кобальту у рідкіснометалічних пегматитах широко розвинена літієва мінералізація. Серед уранових родовищ виділяються три різновиди: гідротермальні жильні утворення уранініт-арсенідної формації типу Великого Ведмежого озера, пластові поклади метаморфізованих древніх розсипів Елліот-Лейк, що містять уранініт і бранерит; оригінальні «родовища незгідності», приурочені до поверхні незгідного налягання середньопротерозойських порід на нижньопротерозойські в районі Атабаски в Північному Саскачевані (родовища Раббіт-Лейк, Коллінз-Бей і інші).
Родовища корисних копалин палеозойської епохи розташовані серед геосинклінально-складчастих поясів каледонського і герцинського тектогенезу, а також в чохлі Північноамериканської платформи. У палеозойській складчастій системі Аппалач відомі метасоматичні поклади свинцево-цинкових руд у карбонатних породах. До цієї ж системи приурочені великі Аппалачський кам'яновугільний басейн і Пенсильванський вугільний басейн. У палеозойських комплексах чохла платформи відомі різноманітні родов. У басейні рік Міссісіпі—Міссурі зосереджені стратиформні родовища свинцевих, цинкових, флюоритових і баритових руд, приурочені до горизонтів доломіту серед нижньопалеозойських осадових порід. На західній околиці платформи розташована пермська формація Фосфорія. У палеозойських комплексах чохла платформи знаходяться вугільні Іллінойський, Мічиганський і Західний Внутрішній басейни кам'яновугільної і пермської доби. Серед нафтогазоносних басейнів Північнох Америки виділяються Мічиганський та Іллінойський басейни внутрішньоплатформних прогинів, басейни крайових платформних прогинів біля Мексиканської затоки, басейни у западинах Скелястих гір і басейни в передгірських та внутрішньогірських западинах альпійських гірських споруд типу Каліфорнійського, Аляскинського і інші. До внутрішньоплатформних і крайових прогинів Північноамериканської платформи приурочені родовища солей силуру, пермі і пізніших.
Численні рудні родовища мезозою-кайнозою зосереджені в альпійській геосинклінально-складчастій системі Кордильєр і Скелястих гір на крайньому заході Північної Америки (територія Канади, США, Мексики, Гватемали, Гондурасу, Сальвадору, Нікарагуа, Коста-Рики і Панами), в Тихоокеанському рудному поясі. Геологічний вигляд і металогенія евгеосинклінальної західної області визначаються розвитком мезозойських вулканічних порід, що формують вулканічний пояс Західних Кордильєр переважно андезитового складу, і великим гранітним батолітом Сьєрри-Невада епохи крейди.
У межах цієї області виділяються три рудні зони:
1. золото-ртутна зона Берегового хребта,
2. золото-мідна Західної Сьєрри-Невада
3. вольфрамової Західної Сьєрри-Невада.

Геологічний вигляд і металогенія міогеосинклінальної східної області Кордильєр визначається в основному розвитком субвулканічних утворень і гіпабісальних гранітів третинного часу з асоційованими з ними рудними родовищ переважно сіалічного профілю. У її межах є декілька рудоносних зон і блоків. Вольфрамоносна зона Східна Сьєрра-Невада виділяється розвитком скарнів з шеєлітом. Золото-срібна зона Великого Басейну характеризується гідротермальними вулканогенними золото-срібними родовищами. Далі на схід знаходиться Головна Північноамериканська рудна зона, приурочена до Уосатч-Джеромського орогену. Тут є численні великі, плутоногенні гідротермальні родовища руд міді, свинцю і цинку. До цієї зони примикає рудоносний блок Колорадо-Плато зі стратиформними родовищами уранових руд. Східно-Колорадська рудна зона орогену Передового хребта включає великі родовища молібденових і золото-срібних руд. Типовими для Тихоокеанського пояса є мідно-молібден-порфірові родовища Канади, США, Мексики, Панами, Пуерто-Рико. Родовища руд міді відомі також в країнах Карибського басейну (Куба, Гаїті, Домініканська Республіка). У Південних Кордильєрах в Арканзасі (США), знаходиться велике родовища бокситів, приурочене до третинної кори вивітрювання сієнітів крейди. Серед осадів крейдового і третинного віку відомі вугільні басейни Альберта, Ґрін-Рівер, Форт-Юніон і інші. У міоценових товщах Флориди і Північної Кароліни — фосфорити.